# 皮埃尔·安加
皮埃尔·安加（1940年—1988年）是剛果共和國軍官暨反政府武裝領導人，曾經大力反對剛果共和國總統德尼·薩蘇-恩格索。1977年3月18日剛果共和國總統馬里安·恩古瓦比遭到暗殺後，他共同創建並且成為剛果勞動黨軍事委員會成員，一直統治剛國共和國直到同年4月3日。1987年時安加因為涉嫌參與總統政變而遭到逮捕，逮捕過程中有數名士兵中彈身亡。然而在政變企圖曝露後不久，以安加為首的反對勢力結合若阿基姆·雍比－奧龐戈支持者在剛果共和國北部與政府軍交戰。他最後遭到剛果安全部隊殺害，而其遺體據傳則是在叢林之中。